# Chamaemyia
Chamaemyia är ett släkte av tvåvingar. Chamaemyia ingår i familjen markflugor.

## Dottertaxa tillChamaemyia, i alfabetisk ordning[1][2]
- Chamaemyia aestiva
- Chamaemyia aridella
- Chamaemyia bicolor
- Chamaemyia elegans
- Chamaemyia emiliae
- Chamaemyia fasciata
- Chamaemyia flavicornis
- Chamaemyia flavipalpis
- Chamaemyia flavipes
- Chamaemyia flavoantennata
- Chamaemyia fumicosta
- Chamaemyia fumida
- Chamaemyia geniculata
- Chamaemyia herbarum
- Chamaemyia hungarica
- Chamaemyia hypsophila
- Chamaemyia juncorum
- Chamaemyia luzonensis
- Chamaemyia macrura
- Chamaemyia nataliae
- Chamaemyia nigricornis
- Chamaemyia nigripalpis
- Chamaemyia nigripes
- Chamaemyia pallipes
- Chamaemyia paludosa
- Chamaemyia sexnotata
- Chamaemyia stigmata
- Chamaemyia subjuncorum
- Chamaemyia submontana
- Chamaemyia sylvatica
- Chamaemyia taiwanensis
- Chamaemyia triorbiseta